# پرشسوویتسه
پرشسوویتسه (به چکی: Přešťovice) یک ناحیه در جمهوری چک است که در ناحیه ستراکونیتسه واقع شده‌است. پرشسوویتسه ۱۰٫۴۵ کیلومتر مربع مساحت و ۴۱۸ نفر جمعیت دارد و ۳۹۱ متر بالاتر از سطح دریا واقع شده‌است.